# Yan Fung Tung Buddhist and Taoist Society Limited
Yan Fung Tung Buddhist and Taoist Society Limited is een Chinees-religieuze non-profitorganisatie en een Chinese tempel in Tsuen Wan, Hongkong. Het werd in 1986 opgericht door de drie Kantonezen Lee Chi-Wai, Ho Yim-Fong en Kwok Sau-King met als doel het verspreiden van de Oosterse filosofieën: confucianisme, boeddhisme, en taoïsme. 
In de tempel worden Guandi, Lüzu, Drie Schatten Boeddha's, Zhulidaxian, Guangcheng zushi, Jiutianxuannü en Guanyin vereerd. De belangrijkste religieuze vieringen zijn op de verjaardagen van Guandi, Jiuwangdoumu, Shangyuan en de 15e dag van de elfde maand ter herinnering van de opening van de tempel.